# Relaciones Guatemala-Indonesia
Las relaciones Guatemala-Indonesia son las relaciones internacionales entre Indonesia y Guatemala. Los dos países establecieron relaciones diplomáticas el 29 de abril de 1992.

## Misión diplomática
El 29 de abril de 1992 Indonesia y Guatemala entablaron relaciones diplomáticas, Indonesia tiene un embajador concurrente para Guatemala desde México y Guatemala tiene un embajador concurrente para Indonesia desde Japón, Indonesia ha agradecido al Gobierno de Guatemala el apoyo que le ha dado en temas multilaterales, y espera continuar la coordinación con Guatemala.
Se espera que Guatemala abra en 2019 una embajada residente en Indonesia.